# گو ناگاوکا
گو ناگاوکا (انگلیسی: Go Nagaoka؛ زادهٔ ۲۳ مهٔ ۱۹۸۴) بازیکن فوتبال اهل ژاپن است.